# Карандавьюха-сутра
Карандавьюха-сутра (санскр. Ārya kāraṇḍa vyūha nāma mahāyāna sūtra, тиб. ཟ་མ་ ག་བ ད་པ།, Вайли ['phags pa] za ma tog bkod pa zhes bya ba theg pa chen po'i mdo, кит. 佛說大乘莊嚴寶王經) — сутра в буддизме Махаяны, восхваляющая достоинства и силы бодхисаттвы Авалокитешвары, который представлен в ней как изначальный космический повелитель (разновидность фигуры Ади-Будды) и как источник многочисленных индийских божеств .
Карандавьюха была составлена в конце IV или начале V века нашей эры. Она существует в китайском переводе (Тайсё Трипитака № 1050) и на тибетском языке (Тохоку № 116). Эта сутра особенно примечательна тем, что знакомит с мантрой Ом мани падме хум и Чунди-дхарани.

## Содержание
Карандавьюха представляет великого бодхисаттву Авалокитешвару (Локешвару) как своего рода верховного владыку космоса и как прародителя различных небесных тел и божеств (таких как Солнце и Луна, божества Шива и Вишну и т. д.) .
Согласно Карандавьюхе, многие индийские божества родились из тела бодхисаттвы Авалокитешвары:
- Сурья (Солнце) и Чандра (Луна) родились из глаз Авалокитешвары
- Махешвара из чела,
- Брахма из плеч,
- Нараяна из сердца,
- Лакшми из колена,
- Сарасвати из зубов,
- Вайю (Ветер) из уст,
- Варуна (Вода) из желудка,
- Бхуми (Земля) из ног.

Сам Авалокитешвара в стихотворной версии сутры связан с первым Буддой, Ади-Буддой, который есть «сваямбху» (самосуществующий, не рожденный ни от чего и ни от кого). Стадхолм комментирует:
Сам Авалокитешвара, добавляется в стихе сутры, является эманацией Ади-Будды, или «изначального Будды», термина, который явно считается синонимом Сваямбху и Адинатхи, «изначального господина».

## Мантры
Сутра знакомит с буддийской мантрой Ом мани падме хум, которая, как утверждается, может привести к освобождению (мокше) и возможному состоянию будды. В сутре Будда Шакьямуни утверждает: «Это самая благотворная мантра. Даже я возложил это устремление ко всем миллионам будд и впоследствии получил это учение от Будды Амитабхи».
Александр Стадхолм рассматривает эту знаменитую мантру как декларативное стремление, возможно, означающее «Я в лотосе-драгоценности», причем лотос-драгоценность является отсылкой к рождению в лотосе, сделанном из драгоценностей, в буддийском Вечном раю или Чистой земле. «Сукхавати» Будды Амитабхи. Мантра — это самое сердце Авалокитешвары (высшего Будды Сострадания) и может привести к Пробуждению.
Карандавьюхасутра также рассматривает мантру как суть или сжатое выражение всех «восемьдесят четырех тысяч Дхарм». Из-за этого её называют «рисовым зерном Махаяны», а её произнесение считается эквивалентным прочтению многочисленных сутр.
После представления мантры, Карандавьюха-сутра также представляет Чунди-дхарани. Это происходит, когда появляются семьдесят миллионов будд и читают Чунди-дхарани, которая звучит так: IAST: namaḥ saptānāṃ samyaksaṃbuddha koṭīnāṃ tadyathā, oṃ cale cule cunde svāhā.

## Влияние
Согласно тибетской легендарной традиции, текст Карандавьюха-сутры упал в шкатулке с неба на крышу дворца 28-го царя Тибета Лха Тотори Ньянцена, который умер в V веке нашей эры в южном Тибете. Это совпадает с одной из версий датировки Карандавьюха-сутры где-то IV или, возможно, началом V века, однако более вероятно, что сутра возникла в Кашмире из-за близости к характеристикам кашмирских тантрических традиций того времени и более ранней Аватамсака-сутры, связанной с регионами Центральной Азии .